# 郭思达
郭思达（1980年—），中国作曲家，曾任中国人民解放军军乐团创作室主任。

## 经历
郭思达出生在吉林，从小学习钢琴，曾在吉林艺术学院学习作曲。18岁，他以专业第一名的成绩考入中央音乐学院作曲系，拜入作曲家郭文景麾下。大二起，郭思达置办了自己的创作工作室，从此开始仔细钻研电子音乐的创作。毕业后，郭思达加入中国人民解放军军乐团创作室。

## 评价
东方娱乐网称赞郭思达与其创作室Gstar作品多元化，但仍然不断创新，“力图寻求到属于自己的语言范式”。
郭思达的首部音乐剧《茉莉花》获得观众大量好评。他的导师郭文景对也对此大为称赞，认为郭思达对音乐剧中对白的处理到位，许多宣叙调唱段写的很舒服，有若干段合唱写的也很精彩。

## 作品
多年来，郭思达创作涉猎广泛，曾创作过影视原声、舞蹈音乐、流行音乐、爵士音乐、军旅音乐等不同风格的乐曲。其作品如下：

### 影视原声
- 2010版《红楼梦》原声
- 《你好，旧时光》原声
- 《致我们甜甜的小美满》原声
- 《罗曼蒂克消亡史》作曲制作人
- 《独家记忆》原声
- 《唐砖》原声
- 《爱上北斗星男友》原声
- 《你好，李焕英》推广曲《路灯下的小姑娘》
- 《大宋宫词》片头曲《越人歌》
- 《暴风眼》原声

### 音乐剧与歌舞剧
- 音乐剧《茉莉花》
- 舞剧《到那时》
- 舞台剧《朱鹮》

### 军旅
- 《思念曲》，汶川地震一周年献花仪式背景音乐[2]
- 《东风浩荡进行曲》，2019年中国国庆阅兵式新作曲
- 《雄鹰出击进行曲》，2019年中国国庆阅兵式新作曲
- 《升旗号角》，2018年元旦加入的新仪式，每月第一日天安门广场升旗时会奏响[5]